# Akola Group
Die AB Akola Group ist eine litauische Agrarunternehmensgruppe (Konzern).  

## Geschichte
Das 1991 als UAB Linas ir viza gegründete Unternehmen ist seit 2010 börsennotiert. Die Linas Agro Group nannte sich Ende 2023 in Akola Group um.
2011 erzielte das Unternehmen einen Umsatz von 1,793 Mrd. Litas (519,3 Mio. Euro).

## Gruppe
Zur Firmengruppe gehören mehrere Dutzend Tochterunternehmen in Litauen, Lettland und anderen europäischen Staaten. Diese sind in den Geschäftsfeldern „Partners for Farmers“, „Food production“, „Farming“ und „Other Products and Services“ tätig.